# Fiat A.76
Il Fiat A.76 era un motore aeronautico radiale 14 cilindri a doppia stella raffreddato ad aria, progettato dall'azienda italiana Fiat Aviazione nei tardi anni trenta per essere montato sugli aerei da caccia intercettori (Caccia I) della Regia Aeronautica. Il progetto fu successivamente abbandonato in favore dell'acquisto della licenza di produzione per il, già disponibile, motore tedesco Daimler-Benz DB 601.

## Storia del progetto
Le prove di omologazione di questo motore si protrassero, principalmente su iniziativa della società costruttrice, dal 1938 al 1943, anno in cui esso si poteva finalmente considerare idoneo ai suoi compiti sotto il profilo tecnico, della potenza, di rendimento e della continuità di servizio. Ne fu quindi avviata la produzione in serie che presto cessò per l'evolversi in senso particolarmente negativo della vicenda bellica in corso.
Inoltre va rimarcato come questo progetto garantisse potenze adeguate nel 1938 (quando era tutt'altro che pronto), ma decisamente inferiori alle aspettative e ai bisogni della Regia Aeronautica nel 1943, quando le potenze nemiche e alleate riuscivano a garantire motori tra i 1 400 e i 2 000 cavalli di potenza, e stavano prendendo in considerazione motori di potenze nettamente superiori, soprattutto tra i motori radiali.

## Versioni
- A.76 RC.38 potenza 1 000 CV a 3 800 giri/min
- A.76 RC.40 potenza 1 000 CV a 4 000 giri/min

## Velivoli su cui era previsto l'utilizzo
- Macchi C.201
- Fiat G.52
- Fiat G.50ter